# Північнонімецький талер

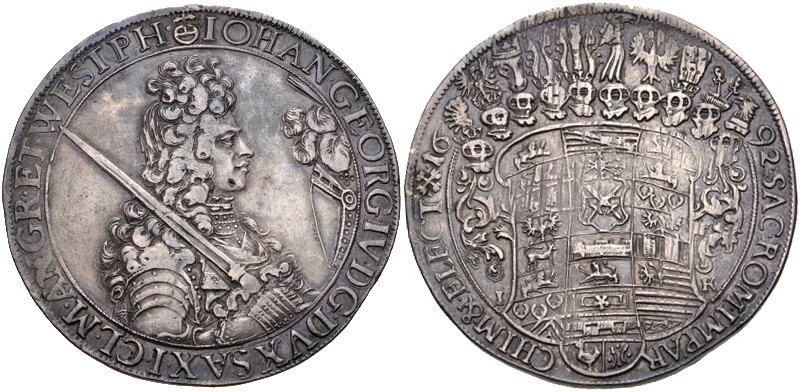
Північнонімецький талер курфюрста Саксонського Йоганна-Георга IV. Дрезден 1692 (43 мм, 28.74 г, 3h)

Північнонімецький талер — валюта, яка використовувалася низкою держав Північної Німеччини у складі Священної Римської імперії, а потім Німецького союзу з 1690 по 1873 рік. З 1566 року талер, як розрахункова грошова одиниця, дорівнював карбованому срібному рейхсталеру. Після фінансової кризи Кіппер і Віппер 1618 року, в 1667 році вперше вартість розрахункового талера була встановлена меншою за ціну срібної монети рейхсталер, що перебувала в фактичному обігу. Вона стала широко використовуватися після прийняття Лейпцизької монетної стопи в 1690 році.
Після 1840-х років різні північнонімецькі землі прирівняли свої талери до прусського талера, а з 1857 року до союзного талера. У 1873 році всі північнонімецькі талери та союзні талери були замінені золотою маркою за курсом 3 марки за 1 талер.
Термін рейхсталер для позначення карбованої срібної монети, а також для розрахункової грошової одиниці іноді плутають. Для запобігання плутанини карбовану монету іноді називають рейхсталер спеше, а грошову розрахункову одиницю меншої вартості — рейхсталер (курант, курант) .

## Передісторія

### Рейхсталер

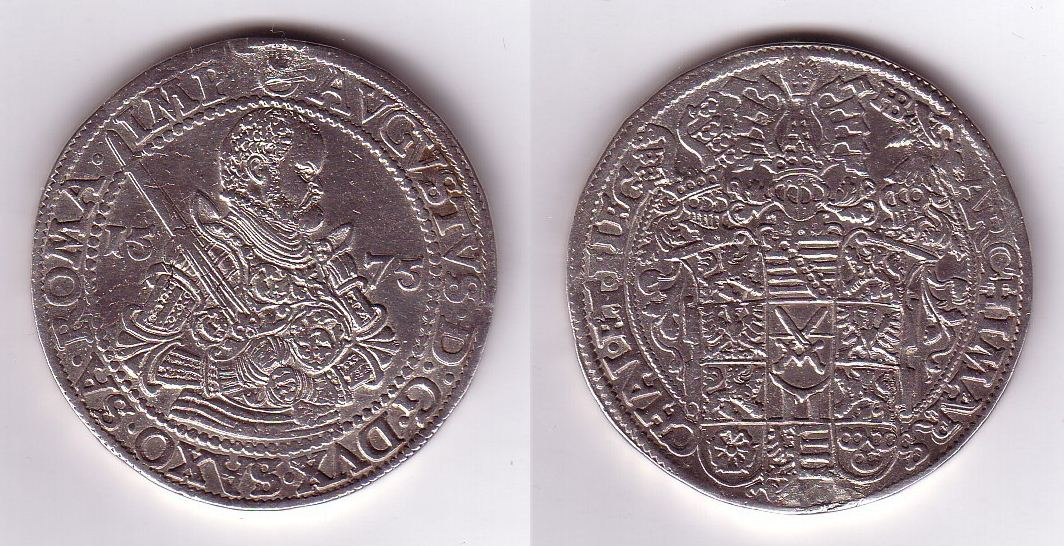
Рейхсталер, 1575, курфюрства Саксонія

У 1566 році, згідно Аугсбурзького імперського монетного статуту для всіх держав Священної Римської імперії вперше було затверджено рейхсталер як стандартну срібну монету, яка мала карбуватись за стопою 9 монет з 1 кельнської марки чистого срібла, або 25,984 г. чистого срібла в монеті. Рейхсталер ділився на 24 гроша, кожен з яких, в свою чергу, поділявся на 12 пфеніга. Його вартість у порівнянні з розрахунковим гульденом, зросла з 1,2 гульдена у 1566 році до 1,5 гульдена в 1618 році, безпосередньо перед Тридцятилітньою війною та фінансовою кризою Кіппер і Віппер, яка зруйнувала вартість гульдена, а також фінансову систему Німеччини.

### Знецінений талер після 1630 року
Після 1630 року різні держави Північної Німеччини реформували свої валютні системи з використанням талера вартістю 24 гроша або 1+1⁄2 гульдена але до 1667 року залишилося небагато записів щодо монетних систем. Таким чином, де-факто вони перебували на талеровій валютній системі з певною невизначеністю щодо вартості облікової одиниці талер щодо фактично карбованих срібних рейхсталерів. Перевірка валюти, проведена в 1665 році, показала нижчий (і неофіційний) курс 14+1⁄4 гульдена або 9+1⁄2 талера до 1 кельнської марки срібла.
Нижче наводиться короткий опис зміни стандартів північнонімецького талера з 1667 по 1873 рік у грамах срібла, разом із срібним карбованим рейхсталером (або конвенційним талером після 1753 року), австро-угорським флорином і південнонімецьким гульденом.

## Стандарти північнонімецьких талерів

### Циннська стопа, 1667
Циннський валютний стандарт (Zinnasche) був узгоджений в 1667 році Саксонією та Бранденбургом у Циннському абатстві, що вперше де-юре визначило північнонімецький талер, що карбувався за стопою 10+1⁄2 монет з 1 кельнської марки срібла (що було нижче стопи для рейхсталера у 9 монет з 1 марки). Хоча ця система була впроваджена більш спроможними у фінансовому відношенні землями Північної Німеччини (зокрема, Гамбургом, Любеком і Данією), вона не буде широко розповсюдженою до введення Лейпцизької стопи 1690 року.

### Лейпцизька стопа, 1690

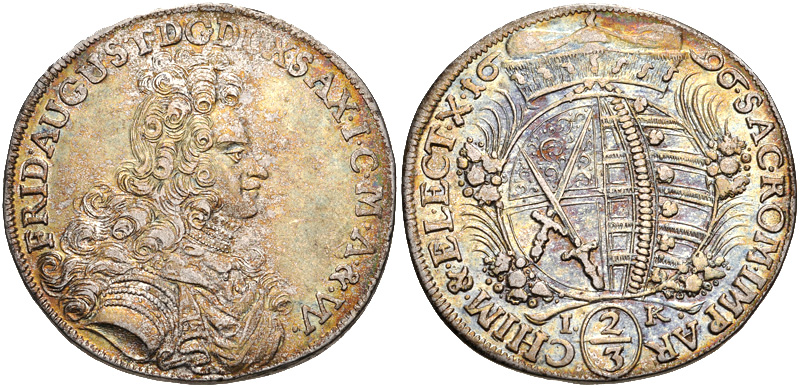
Гульден або талера Фредерік Августа I Саксонського, 1696

Лейпцизька стопа була вперше введена у 1690 році в Саксонії, Бранденбурзі, Брауншвейзі та Люнебурзі; за кілька років цей стандарт переважав у всій Священній Римській імперії у вигляді північнонімецького талера та південнонімецького гульдена. Він визначив грошові одиниці талера та гульдена по відношенню до монети рейхсталер наступним чином:
- рейхсталер — карбувався за стопою 9 монет з 1 кельнської марки чистого срібла (25,984 г. срібла в монеті);
- північнонімецький талер — 24 гроша, 3⁄4 рейхсталера, стопа 12 монет з 1 кельнської марки (19,488 г срібла); і
- південнонімецькі та австрійські гульдени номіналом 60 крейцерів 1⁄2 рейхсталера або 18 монет з 1 марки (12,992 г. срібла в монеті).

Одночасно з впровадженням Лейпцигського стандарту було введено, золотий флорин або рейнський гульден 2,5036 г був підвищений до вартості 2+56⁄60 срібного гульдена або 1+23⁄24 талера — отже, 1,2784 г чистого золота на талер і співвідношення золота до срібла 15,2. Це стало новою домінуючою валютною системою, з якою Німеччина вступила у XVIII століття.

### Неофіційний золотий стандарт, 1730-ті роки

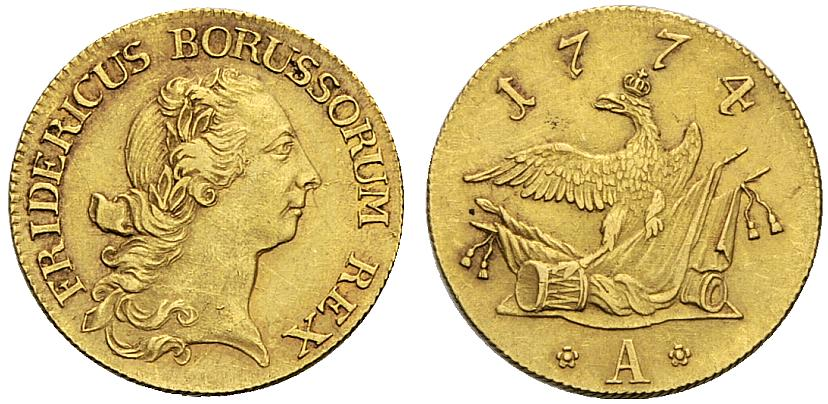
Прусський Фрідріхсдор вартістю 5 талерів був представлений у 1741 році.

У XVIII столітті через Війну за іспанську спадщину (1700—1714) і Війну за австрійську спадщину (1740—1748) Лейпцизький стандарт вступив в епоху кризи та фрагментації У 1726 році Франція девальвувала турський лівр з 8,31 г до 4,505 г срібла, а співвідношення ціни срібла до золота знизилося з 15 до 14,5.
Для сильніших держав у Північній Німеччині та Австрії це означало можливість перевипустити свої валюти талерів і гульденів замість срібла на дешевше золото — отже, неофіційний золотий стандарт. До 1730-х років золотий флорин вагою 2,5036 г оцінювався в 3 австрійських флорини або 2 північнонімецькі талери; отже, кожен талер коштував 1,2518 г чистого золота або 18,15 г чистого срібла за коефіцієнтом золота у Франції 14,5 (проти 19,488 г срібла спочатку). У 1741 році король Пруссії Фрідріх Великий випустив 6-грамовий золотий фрідріхсдор вартістю 5 талерів. Це зробило талер ще дешевшим — 1,2 г золота або 17,4 г срібла, і кілька північнонімецьких земель також придумали власні п'ятиталерні пістолі.
Однак для південнонімецьких держав, які сусідили з Францією, потреба ще більше знизити курс валюти стала набагато гострішою, що призвело до того, що у 1753 році офіційна вартість південнонімецького гульдена була затверджена нижчою, ніж австро-угорський гульден (флорин).

### Австрійська «конвенційна» стопа 1753 року

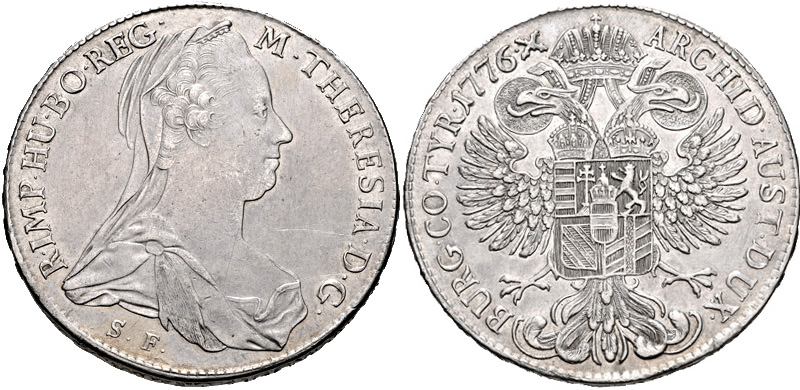
Марія-Терезія Талер, найвідоміший зразок конвенційного талера, 1776 рік

Монетна стопа Австрійської конвенції (Konventionsfuß) вперше була введена в 1750 році на території Австрійської імперії, а в 1753 році в Баварському курфюрстві та деяких інших південнонімецьких землях, без вжиття заходів для забезпечення співпраці з іншими частинами Священної Римської імперії. Він відновив срібну стопу рейхсталера за ставкою на 10 % нижчою, ніж Лейпцизький стандарт, таким чином:
- нова монета конвенційний талер, випущена 10 до кельнської марки з чистого срібла; отже 23,3856 г.
- північнонімецький талер 24 гутергроша =3⁄4 Конвенстхалера ; отже13+1⁄3 марки, або 17,5392 г
- австро-угорський флорин 60 крейцерів =1⁄2 отже, 20 до марки, або 11,6928 г.

Однак кілька інших держав не дотримувалися цієї стопи. Південнонімецькі землі зупинилися на менш цінному південнонімецькому гульдені, що карбувався за стопою 24 монети з 1 кельнської марки чистого срібла або 9,744 г. прусський талер також карбувався за більш низькою стопою — 14 монет з 1 кельнської марки або 16,704 г. срібла.
Більшість північнонімецьких талерів ділилися на 24 гутегроші, причому кожен гутегрошен дорівнював 12 пфенігам . Срібні монети, що карбувались для обігу, включають конвенційний талер вартістю 32 гутегроші або1+1⁄3 талера; срібний гульден вартістю 16 гутегрошен або 2⁄3 талера та менші монети вартістю 8, 4, 2 та 1 гутегрошена. Пістоль з 6 грамів чистого золота разом із монетами з подвійним і напівпістолем став (разом з дукатом) переважною золотою монетою в Північній Німеччині, причому кожен пістоль оцінювався в 5 талерів плюс змінна ажіо (надбавка) після того, як ціни на золото відновилася в другій половині XVIII ст.

### Прусський талер і союзний талер після 1840 року

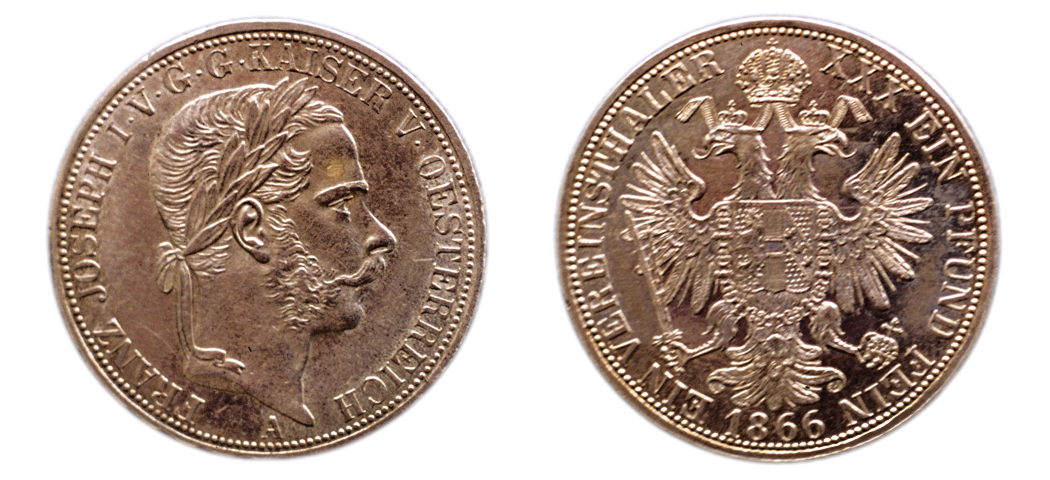
Австрійський союзний талер, 1866 рік

Остаточне завдання валютної уніфікації в Німеччині було виконано Пруссією між 1837 і 1873 роками після наполеонівських війн. Німецький митний союз (Zollverein) 1834 року призвів до активнішого запровадження прусського талера зі стопою 14 монет з 1 кельнської марки (16,704 г чистого срібла). У 1837 році південнонімецькі землі зафіксували співвідношення південнонімецького гульдена як 1+3⁄4 гульдена до прусського талера, або 24+1⁄2 гульдена з 1 кельнської марки. Після 1840-х років різні північнонімецькі держави карбували свої відповідні талери на рівні з прусським талером також за стопою 14 монет з 1 кельнської марку.
Паралельно з цим переходом відбувалась зміна співвідношень кратних монет: тепер талер ділиться на 30 срібних грошей. Були випущені нові срібні монети номіналом 10 сільбергрошів вартістю в 1⁄3 талера а також дрібніші монети по 5,2+1⁄2 і 1 сільбергрошів.
У 1857 році всі німецькі держави та Австрія погодилися карбувати союзний талер, що містив 16+2⁄3 грам чистого срібла, дещо меншої ваги, ніж прусський талер вагою 16,704 г, але все ще прийнятий нарівні з північнонімецьким талером. Австрія також знизила свій гульден до 2⁄3 союзного талера або 11+1⁄9 г. срібла.

### Золотий стандарт
Після 1873 року всі північнонімецькі талери та союзні талери були вилучені з обігу на користь німецької золотої марки, причому кожна марка містила100⁄279 грамів чистого золота за курсом 1 талер = 3 марки, або за крсом золото до срібла як 1/15,5. У той час як нові срібні монети були обмеженим законним платіжним засобом для платежів до 20 марок, союзний талер зберіг повний, необмежений статус законного платіжного засобу, доки його не було демонетизовано в 1908 році.

## Інші
Талери, ідентичні північнонімецькому талеру, включають гессенсько-кассельський талер, саксонський талер і штольбергський талер, хоча не всі вони ділились на 24 гутегроші .
Валюти, ідентичні до союзного талера, які ділились на 30 сильбергрошів, включають прусський союзний талер, Ганноверський союзний талер, Гессен-Кассельський союзний талер і Мекленбурзький союзний талер.
Ряд північнонімецьких земель дотримувалися як Лейпцизького стандарту після 1690 року, так і неофіційного золотого стандарту після 1730 року, але не дотримувалися стандарту Австрійської конвенції 131⁄3 монет з 1 кельнської марки (або 17,539 г чистого срібла) після 1753 року. Найпомітніші з них такі:
- Прусський талер прийняв Грауманську стопу (Graumannscher Fuß)1⁄14 кельнської марки або 16,704 г чистого срібла. Однак після 1840 року кілька північнонімецьких земель знизили ціни на талери, щоб вони відповідали цьому стандарту.
- Бременський талер зберігав золотий стандарт до об'єднання Німеччини в 1871 році: п'ять талерів на пістоль Фрідріха д'ор, або приблизно 1,2 г чистого золота на талер. Він також був розділений інакше, на 72 гроша. Після 1857 року цей стандарт було визначено точніше — 8,4 талера за 10 грамів чистого золота, або1+4⁄21 г золота за талер.
- Ганноверський талер повернувся до лейпцизького стандарту 1⁄12 кельнської марки після зростання цін на золото в другій половині XVIII століття. Він також був розділений по-іншому на 36 mariengroschen . У 1834 році Ганновер поступово відмовився від цього міцнішого стандарту на користь прусського талера.
- Валюти ідентичної вартості ганноверському талеру включають мекленбурзький талер і вестфальський талер .

Валюти, стандарти яких відрізнялися від північнонімецького талера після 1690 року, включають:
- Гамбурзька марка та любецька марка.
- Данський ригсдалер, норвезький ригсдалер і шведський риксдалер. Вони також випускалися в кількох версіях із позначками «спеше» species або «куранта» courant .
- Усі екю та талери, випущені в Швейцарії, перераховані тут: Швейцарський франк#До Гельветської конфедерації.